# Bockholter Berge
Das Naturschutzgebiet Bockholter Berge ist ein rund 61 ha großes Naturschutzgebiet im Kreis Steinfurt, Nordrhein-Westfalen.

## Lage
Das Naturschutzgebiet (Kennung ST-032) liegt östlich des Grevener Ortsteils Gimbte, zwischen der Ems und dem Schiffahrter Damm. Nördlich und westlich angrenzend liegt das Naturschutzgebiet Emsaue (Kennung ST-102), mit dem es zusammen einen Teilbereich des FFH-Gebiet Emsaue (Nr. DE-3711-301) bildet.

## Geschichte
Am Ende der letzten Eiszeit wurde durch die Ems Gletscherschmelzwasser abtransportiert, es lagerten sich Sandschichten ab, die die Bockholter Berge bilden. Bis 1850 war das Gebiet eine offene Heidelandschaft, welche bis etwa 1900 fast komplett aufgeforstet wurde. 1939 wurde das Gebiet unter Naturschutz gestellt und zählt somit zu den ältesten Naturschutzgebieten im Kreis Steinfurt. Aktuell ist das Gebiet im Landschaftsplan des Kreises Steinfurt festgeschrieben.

### Hinrichtung polnischer Kriegsgefangener
Am 14. August 1942 wurden die beiden kriegsgefangenen Polen Franciszek Banas und Waclaw Ceglewski ohne richterlichen Beschluss in der Nähe des Schifffahrter Damms bei Kilometerstein 10 erhängt, da man ihnen Beziehungen zu deutschen Frauen unterstellte. Die beiden Polen waren zuletzt als zivile Zwangsarbeiter eingesetzt. Die SA verbrachte an die hundert Polinnen aus Greven zum Tatort, wo sie zur Abschreckung der Hinrichtung zusehen mussten. Die für die Ermordung verantwortlichen Personen konnten nie zur Rechenschaft gezogen werden. Ein in den 1960er Jahren begonnenes Ermittlungsverfahren wurde eingestellt. Die Messdienerschaft der Johannes Baptist Gemeinde aus Gimbte errichtete im Jahre 2001 ein Kreuz und eine Gedenktafel am Parkplatz der Bockholter Berge.

## Flora und Fauna
Die Bockholter Berge sind geprägt von Wald und sandiger Dünen- und Heidelandschaft. Im nördlichen Bereich entlang des naturnah mäandrierenden Gellenbach ist das Gebiet überwiegend mit  Eichenwald und zum Teil Kiefernwald bewachsen. Im Kerngebiet, im Osten und im Süden dominieren Kiefernmischwälder. Zudem gibt es Bereiche mit kleinflächigen offenen Sandflächen und Trockenrasen, welche mit Wacholdersträuchen bewachsen sind. Auf den Sandflächen finden sich gefährdete Tierarten wie unter anderem die Heidelerche, der Eisvogel, der Schwarzspecht und die Zauneidechse, sowie Insekten wie Sandlaufkäfer oder Sandwespen.
Um die Heidelandschaft und deren Tier- und Pflanzeninventar zu erhalten, müssen verschiedene Pflegemaßnahmen durchgeführt werden. Bereits überwachsene Flächen werden entbuscht und entwaldet, um die Heideflächen zu vergrößern. Nachdem die Vegetation entfernt wurde, wird zusätzlich der humose Oberboden entfernt, um die Wiederansiedelung von Vegetation zu erschweren. Das Gebiet wird zudem durch Bentheimer Landschafe beweidet, die die Vegetation zurückdrängen und somit das Gebiet offen halten.

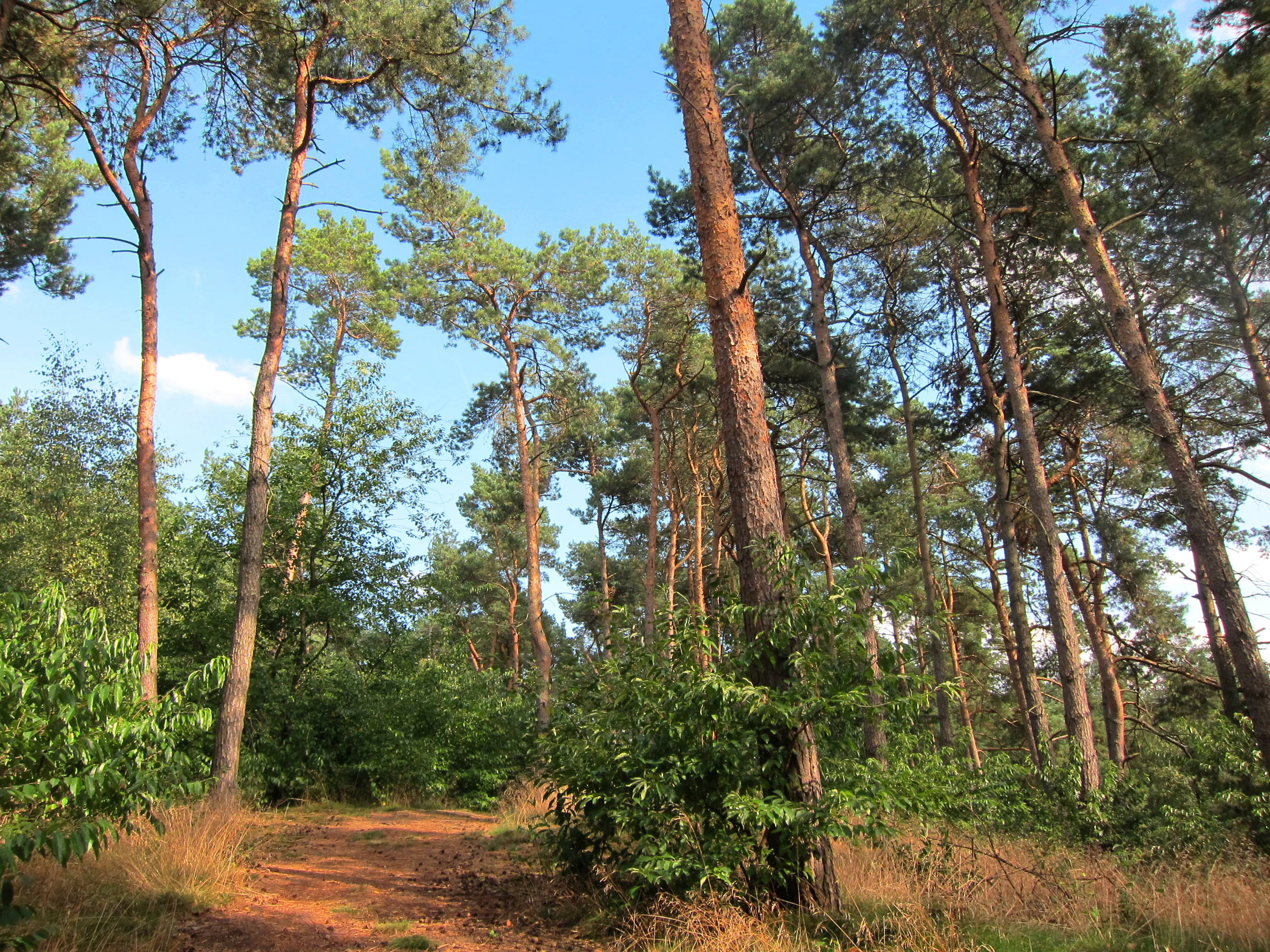
Kiefernwald im Osten der Bockholter Berge
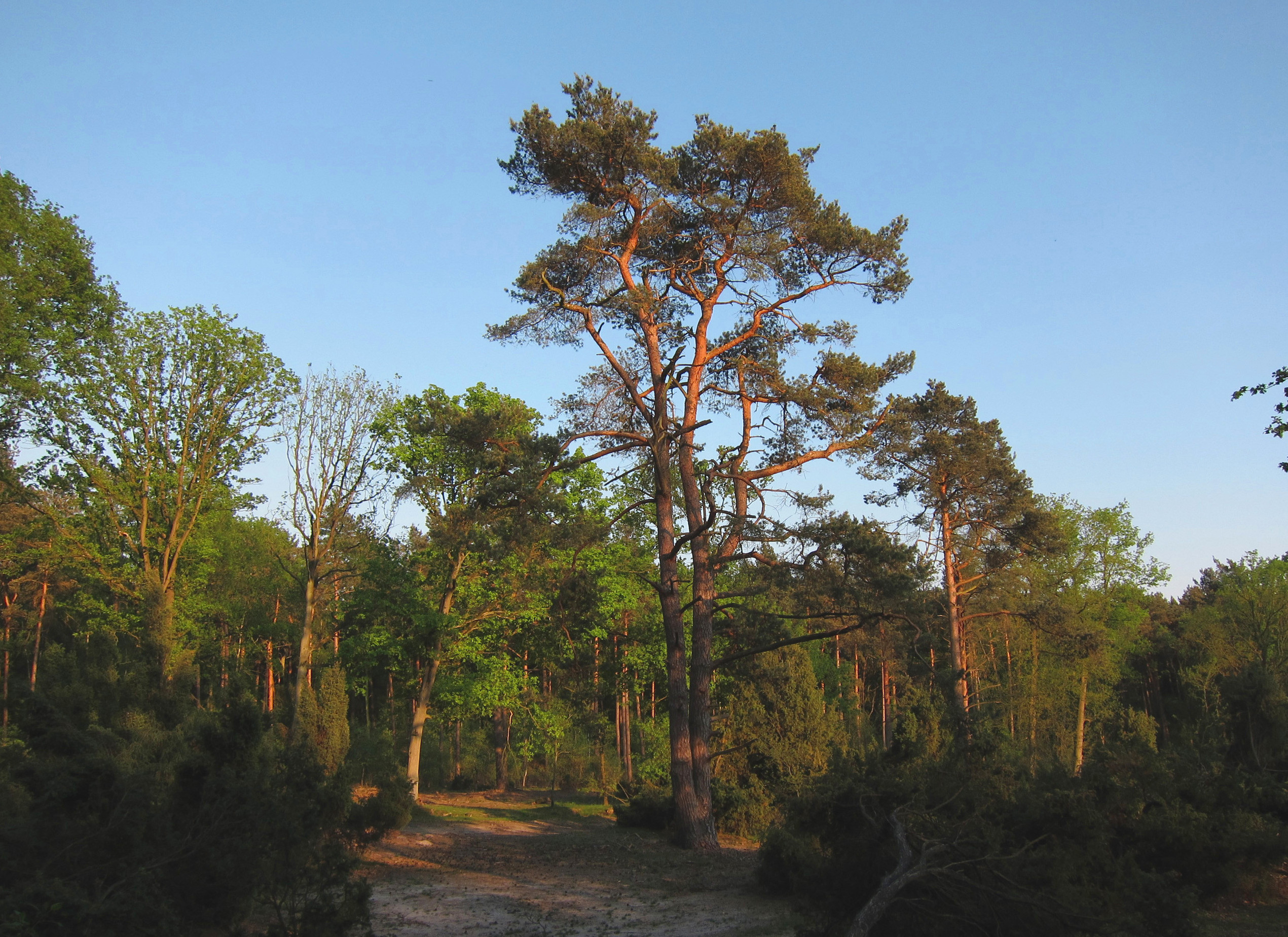
Kiefer auf der Heidefläche
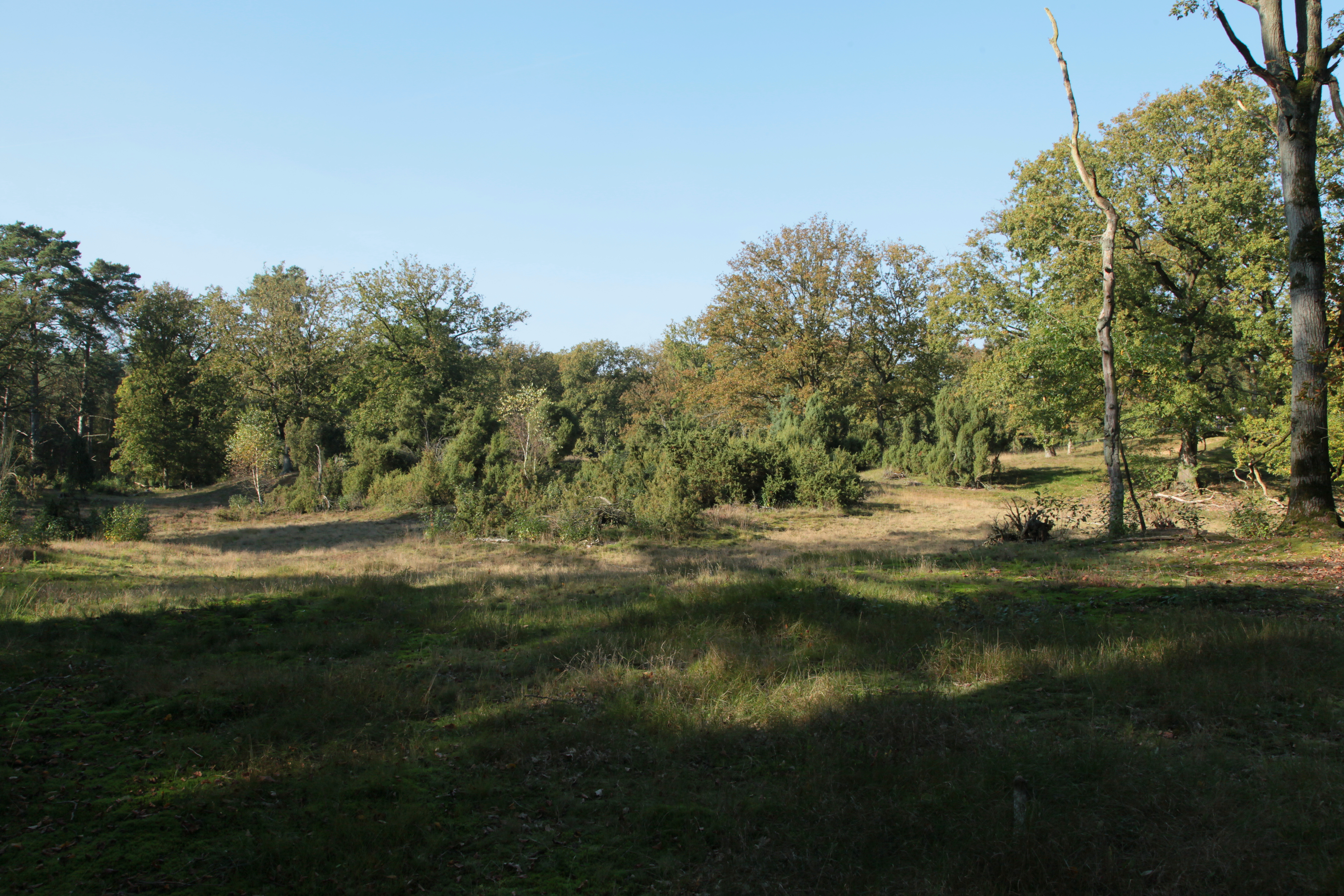
Wacholderbüsche
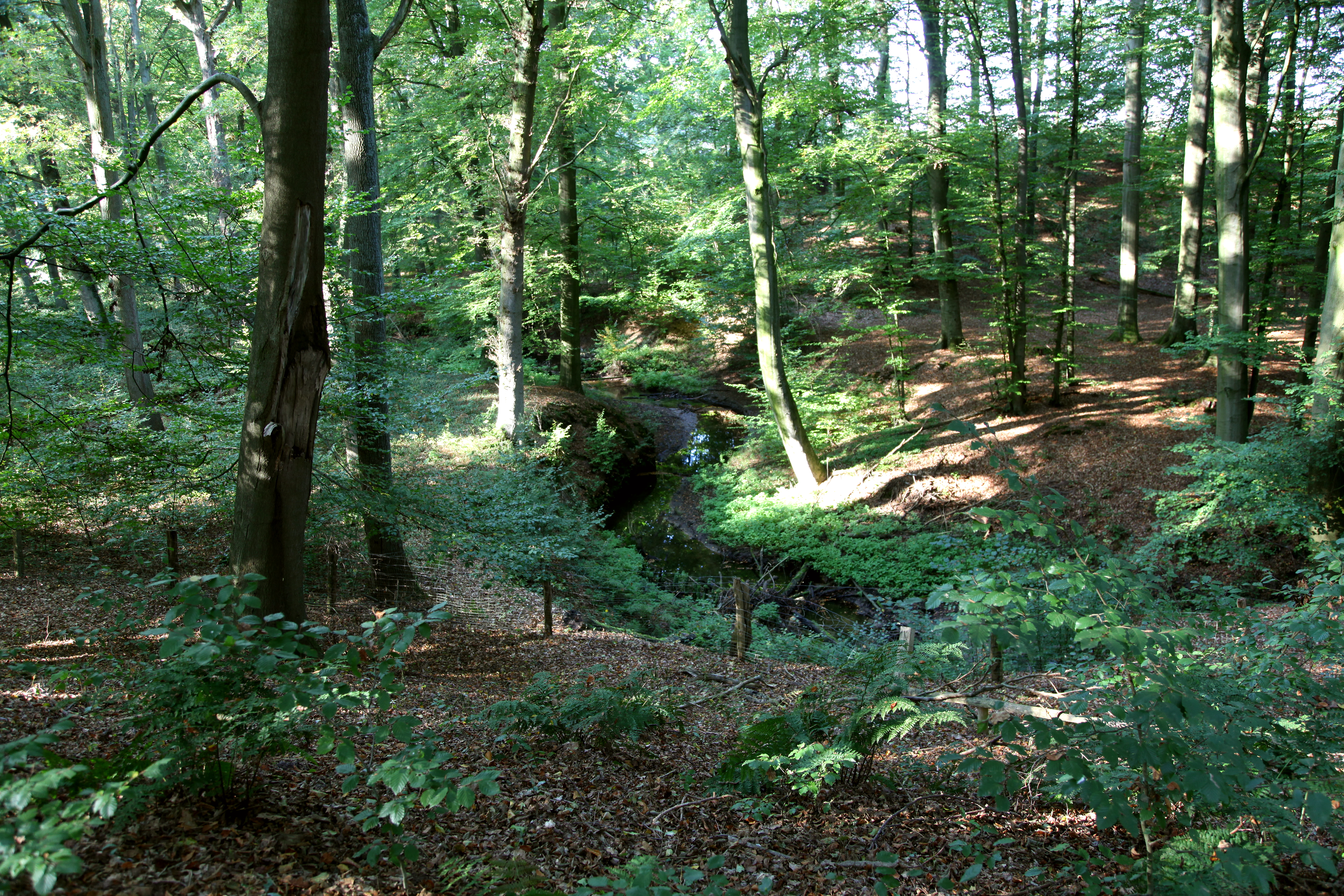
Gellenbach